# Государственная пенитенциарная служба Украины
Госуда́рственная пенитенциа́рная слу́жба Украи́ны (укр. Державна пенітенціарна служба України) — центральный орган исполнительной власти Украины со специальным статусом. Являлся аппаратом уголовно-исполнительной системы Украины. Служба осуществляла руководство органами и учреждениями исполнения наказаний на Украине, ей подчинялись территориальные органы управления в регионах и городах государственного значения.
Деятельность ГПС Украины направлялась и координировалась Министерством юстиции Украины.
Структуру аппарата ГПС Украины утверждал Председатель ГПС Украины по согласованию с Министерством юстиции Украины. Штатное расписание, смету аппарата ГПС Украины утверждал Председатель ГПС Украины по согласованию с Министерством финансов Украины. ГПС Украины являлась юридическим лицом, имела печать с изображением Государственного Герба Украины и своим наименованием, собственные бланки, счета в органах Государственной казначейской службы.
Служба создана в 2010 г. путём преобразования Государственного департамента Украины по вопросам исполнения наказаний.
С 2017 года включена в состав Министерства юстиции Украины.

## История
Государственный департамент Украины по вопросам исполнения наказаний (укр. Державний департамент України з питань виконання покарань) — центральный орган исполнительной власти на Украине со специальным статусом, который является центральным аппаратом уголовно-исполнительной системы Украины. Департамент осуществляет руководство органами и учреждениями исполнения наказаний на Украине, ему подчиняются территориальные органы управления в регионах и городах государственного значения.
В 2010 г. преобразован в Государственную пенитенциарную службу Украины.
18 мая 2016 года на заседании Кабинета министров было принято единогласное решение о ликвидации Пенитенциарной службы и передачи всех её полномочий Министерству юстиции.

## Функции и задачи
Государственная пенитенциарная служба Украины:
- обеспечивает реализацию государственной политики в сфере исполнения наказаний;
- выполняет правоприменительные и правоохранительные функции;
- направляет, координирует и контролирует деятельность Государственной уголовно-исполнительной службы Украины.

Основными задачами ГПтС Украины являются:
- реализация государственной политики в сфере исполнения уголовных наказаний;
- внесение предложений по формированию государственной политики в сфере исполнения уголовных наказаний;
- обеспечение формирования системы надзорных, социальных, воспитательных и профилактических мер, применяемых к осужденным и лицам, взятым под стражу;
- контроль за соблюдением прав человека и гражданина, требований законодательства по выполнению и отбывания уголовных наказаний, реализацией законных прав и интересов осужденных и лиц, взятых под стражу.

## Председатели службы
1996 - 03.2001 - Штанько Иван Васильевич
03.2001 - 02.2005 - Левочкин Владимир Анатольевич
03.2005 - 08.2009 - Кощинец Василий Васильевич
31.03.2010 - 03.2014 - Лисицков Александр Владимирович
12.03.2014 - 08.2014 - Старенький Сергей Евгеньевич
С августа 2014 - Палагнюк Владимир Николаевич
26 ноября 2015 года бывший председатель Государственной пенитенциарной службы Украины Сергей Старенький решил приступить к выполнению служебных обязанностей в связи с наличием решения суда о своем восстановлении в должности. Об этом он написал на своей странице в социальной сети Facebook: "Сегодня мной был издан приказ по Госпенитенциарной службе Украини, о том, что во исполнение постановления Киевского апелляционного административного суда от 26.03.2015 года, я приступил к выполнению служебных обязанностей". Старенький утверждает, что данное решение суда и приказ был объявлен сотрудникам службы. Он заявляет, что непосредственно вернуться на рабочее место не смог, поскольку двери кабинета были заблокированы. Старенький подал в правоохранительные органы соответствующее заявление о препятствовании должностному лицу.

## Медали за службу

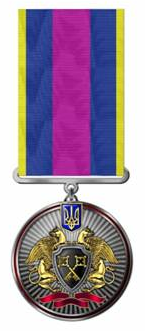
Медаль "Ветеран службы" (вручается за 25 лет службы)
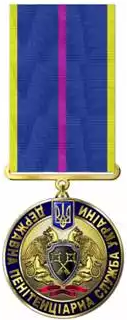
20 лет службы
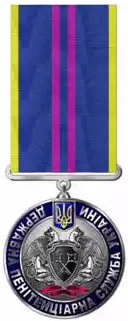
15 лет службы
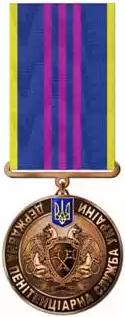
10 лет службы